# Divisione di Durg
La divisione di Durg è una divisione dello stato federato indiano del Chhattisgarh. Il suo capoluogo è Durg.
La divisione di Durg è stata reintrodotta dal governo statale con decisione del 31 marzo 2008, dopo che nel 2002 era stata abolita dal precedente governo. Il 14 aprile 2008 il governo statale ha nominato alla guida della divisione un commissario.